# 天槍增一
牧夫座13，又名BD+50 2047，HD 123782、SAO 44905、HR 5300，是牧夫座的一颗恒星，视星等为5.25，位于銀經94.58，銀緯63.23，其B1900.0坐标为赤經14h 4m 33.1s，赤緯+49° 63.23′ 50″。